# Жураки
Жура́ки (укр. Жураки) — село в Богородчанской поселковой общине Ивано-Франковского района Ивано-Франковской области Украины.
Население по переписи 2001 года составляло 1903 человека. Занимает площадь 18 км². Почтовый индекс — 77751. Телефонный код — 03471.